# Килконли
Килконли (англ. Kilconly; ирл. Cill Chonla, Килль-Хонла) — деревня в Ирландии, находится в графстве Голуэй (провинция Коннахт), к северу от Голуэя, в семи милях к юго-западу от Туама, на автодороге R332.

## История
Неподалёку от деревни были сделаны археологические находки, отнесённые к 1600—1700 годам до н. э., таким образом, первые поселения в этой местности появились более 3500 лет назад.
Первая церковь в деревне была построена в 1664 году. Современное здание церкви возведено в 1830-х годах на деньги Рива Джеймса Боланда в стиле деревенской готики.
В начале XX века в Килконли была открыта первая правительственная школа. До тех пор дети обучались нерегулярно, приходящими учителями. Место для первой школы выделил лендлорд Фредерик Льюин, школа была названа «Кастлгров», по названию бывшего там ранее поместья, и начала работу в 1903 году. В 1960-х годах была построена вторая школа, «Бруклаун», а в 1971 году — третья, «Тоббероу». Уже в конце 1960-х годов численность населения стала падать, и потому впоследствии школы были объединены в одну.

## Спорт
В деревне располагается спортивный клуб Kilconly GAA, основанный в 1943 году и входящий в Гэльскую атлетическую ассоциацию Голуэя.

## Культура
С 1992 года в первые выходные мая в Килконли проходит ежегодный фестиваль «Кроссроадс Кейли» (Crossroads Ceili), включающий танцевальные вечера и велопробег от Голуэя до Килконли. Первоначально фестиваль был организован как однодневное мероприятие для сбора средств на строительство деревенского центра досуга (Community Center), чтобы избежать необходимости брать кредит. После первоначального успеха «Кроссроадс Кейли» стал ежегодным, и даже после того, как средства на строительство были собраны, фестиваль продолжили проводить, передавая сборы теперь уже в пользу Детской больницы Пресвятой Девы, и для лечения лейкемии.

## Достопримечательности
Неподалёку от деревни есть озеро Лох-Акларен (Lough Aclaureen), подходящее для рыбалки. В окрестностях Килконли расположены руины замка Freatgear Castle. В самой деревне есть церковь XIX века и памятник «Millennium Grotto» в честь двухтысячелетия от Рождества Христова.